# Bahia, ville basse
Pour les articles homonymes, voir Cidade Baixa.
Pour plus de détails, voir Fiche technique et Distribution.
Bahia, ville basse (Cidade Baixa) est un film dramatique brésilien réalisé par Sérgio Machado et sorti en 2005.

## Fiche technique
- Titre : Bahia, ville basse
- Titre original : Cidade Baixa
- Réalisation : Sérgio Machado
- scénario : Karim Aïnouz, Sérgio Machado
- Producteur : Mauricio Andrade Ramos, Walter Salles
- Photographie : Toca Seabra
- Musique : Carlinhos Brown, Beto Villares

## Distribution
- Lázaro Ramos : Deco
- Wagner Moura : Naldinho
- Alice Braga : Karinna
- Maria Menezes : Luzinete
- Joao Miguel Leonelli : le pharmacien
- Débora Santiago : Sirlene
- Hugo Rodas : le commandant chilien
- Divina Valéria : Zilu
- Dois Mundos : lui-même
- Gerónimo : Fuá
- Fernando Fulco : Delegate
- David Herman : le commandant anglais
- Olga Machado : le docteur
- Fernanda Freitas : Nilma
- Ricardo Luedy : client de Karinna
- Leno Sacramento : Rufino
- Wilson Mello : Ferreirinha
- Zeca Abreu : Marinalva
- Nonato Freire : le notaire
- Ricardo Spencer : Marcelo

## Distinctions

### Nominations
- Grande Prêmio do Cinema Brasileiro 2007 : meilleur film